# Dieter Hoffmann
Dieter Hoffmann (Danzica, 27 agosto 1941 – 16 settembre 2016) è stato un pesista tedesco.
Ha vinto un titolo europeo nel 1969 ad Atene.

## Palmarès
| Anno | Manifestazione | Sede              | Evento         | Risultato | Misura  | Note |
| ---- | -------------- | ----------------- | -------------- | --------- | ------- | ---- |
| 1964 | Olimpiadi      | Tokyo             | Getto del peso | 12º       | 17,11 m |      |
| 1966 | Europei indoor | Dortmund          | Getto del peso | Argento   | 18,25 m |      |
| 1966 | Europei        | Budapest          | Getto del peso | 8º        | 18,02 m |      |
| 1968 | Olimpiadi      | Città del Messico | Getto del peso | 4º        | 20,00 m |      |
| 1969 | Europei        | Atene             | Getto del peso | Oro       | 20,10 m |      |
| 1971 | Europei        | Helsinki          | Getto del peso | 7º        | 19,38 m |      |